# Неитхотеп
Неитхотеп или Неитх-хотеп је била древна египатска краљица која је живела и владала током ране Прве династије. Раније се сматрало да је она мушки владар: њена изузетно велика мастаба и краљевски серекх који су били везани са њеним именом на неколико отисака печата раније су довели египтологе и историчаре до погрешног уверења да је она можда била непознати краљ.
Како се разумевање раних египатских списа развијало, научници су сазнали да је Неитхотеп у ствари била жена изванредног ранга. После тога се сматрало да је супруга првог фараона уједињеног Египта, Нармера, и мајка Хор-Ахе. Новија открића сугеришу да је Неитхотеп можда уместо тога била супруга Хор-Ахе, а мајка и су-регент наследног владара Џера. Археолошки докази такође указују на то да је она можда самостално владала као фараон и да би као таква била најранији познати женски монарх у историји.

## Идентитет

### Име
Име Неитхотеп повезано је са Неитх, богињом рата и лова. Ово је следило традицију која се нарочито примењивала током прве династије: многе краљице (попут Мернеитх/Меритнеитх, још једног могућег женског фараона и потомка Неитхотепе) и принцезе (као што су Аха-Неитх, Хер-Неитх, Накхт-Неитх и Ка'-Неитх) су такође имале имена која се односе на божанство. 

### Наслови
Као краљица, Неитхотеп је носила неколико елитних и побожних титула:
- Најважнија од жена (египат. Khenty wat)
- Пратилац две даме (египат. Semat Nebty)

Могуће је да је Неитххотеп носила више краљевских титула, али оне још увек нису откривене. У време када је Неитхотеп владала, многе краљевске титуле за краљеве и краљице још нису биле уведене. У овом раном стању хијероглифског развоја, рани Египћани можда још нису знали како да изразе одређене титуле. Алтернативно, веровање у династичке улоге краљица било је другачије од оног у време Мернеитх. 

### Потврде
Име Неитхотеп је пронађено у Хелвану, Абидосу и Накади. Појављује се на отисцима глинених печата, на плочицама од слоноваче и на каменим зделама. Већина предмета пронађена је у њеном гробном комплексу и у гробницама Ахе и Џера. На неколико глинених печата, Неитхотепино име било је исписано унутар двоструког серекха, а између спојених серекха налази се божански стандард Неитха.  Један необичан печат даје име Hetepjw.

### Нова открића
Ново налазиште Неитхотепиног имена налази се у месту Вади Амеира на Синајском полуострву. На локацији, неколико резбарија у камену датира из времана краљева Ири-Хор, Нармер, Џер и Небра. Натпис краља Џера приказује лево поворку краљевских празничних чамаца, десно краљевску серекху са Џеровим именом унутра. Име Неитх-хотепе појављује се на левој страни дијагонално изнад серекха.

## Историјске процене
Након открића њене мастабе, за Неитхотеп се сматрало да је мушки владар: њена изузетно велика гробница и краљевски серекх који је на неколико отисака носио њено име довели су египтологе и историчаре до погрешног уверења да је можда била непознати краљ. Међутим, како се разумевање раних египатских списа развијало, научници су сазнали да је Неитхотеп у ствари била женска племићкиња високог ранга. Заједно са овом спознајом, научници су је сада гледали као супругу краља Нармера и мајку Хор-Ахе. Ово гледиште промовисали су утисци од глинених печата пронађени у њеној гробници на којима су серекхи Нармера и Ахе.
Неитхотепино име појављује се на неколико отисака глинених печата унутар серекха - начин који је обично био резервисан само за мушке владаре. Друго, њена гробница је изванредне величине и има свој култни ограђени простор. Такав случај је иначе познат само за краљицу Меритнеитх. Треће, сами натписи Вади Амеира откривају да је Неитхотеп организовала и наредила експедицију кроз Вади у покушају копања руде и сакупљања сировина. Али такав чин обично је захтевао краљевске моћи које пука супруга краљица није имала - осим ако она у ствари није била независни, потпуно овлашћени владар.
Случај краљице Неитхотеп показује запањујуће сличности са случајем краљице Меритнеитх, која је водила краљевску канцеларију за свог још малолетног сина, краља Хор Дена. Ова спознаја је египтологе сада довела до теорије да је краљица Неитхотеп можда такође држала краљевску функцију за још увек незрело дете краља као нека врста замене краља. Сада се зна да је такав чин био прилично уобичајен у раним египатским временима. Краљевске династије оснивале су у раним временима краљевске мајке, а не наслеђивањем од оца на сина. 
Неки научници чак сматрају да Неитхотеп може бити идентична злослутном краљу Тети наведеном у листама краљева Рамесиде и индиректно се помиње на чувеном Камену из Палерма. Камен пружа интеррегнум између краља Ахе и Џера помињући „двоструки датум смрти“ у I колони година догађаја. Несклад између датума смрти за Хор-Аха и други запис смрти износи око 1 годину, 1 месец и 15 дана. Такав временски распон делује прекратко за „правог“ владара као што су Хор-Аха, Џер или Вађ. Пре би одговарао некоме ко је владао као замена за првобитног фараона. А ово је заузврат сада доказано за краљицу Неитхотеп. Према томе, улазак на Палермски камен заиста може бити референца на интеррегнум краљице Неитхотеп. Ово би такође објаснило зашто ниједан савремени артефакт из 1. династије не помиње краљевско име Тети, већ остала (Итетј и Ита). 
Изједначавање краљице Неитхотеп са Тети I није уобичајено прихваћено. Египтолози као што су Вернер Кајзер и Волтер Б. Емери указују на неколико фрагмената глинених печата са именима Хоруса свих краљева од Нармера до Дена. Такви печати су откривени у гробовима Дена и краљице Меритнеитх и сви они започињу свој списак са Нармером, који је био супруг Неитхотепе. Кајзер и Емери ово виде као доказ да је Нармер, а не Хор-Аха, био тај који је покренуо Прву династију. Поред тога, Кајзер указује на фрагменте печата који спомињу име Menj поред серекха Нармер. Стога је могуће да је Нармер идентичан краљу Менесу. То би, пак, значило да назив картуше "Тети" припада Хор-Ахи, а не краљици Неитххотеп.

## Гроб
Неитхотепину гробницу открио је 1897. године француски археолог Жак де Морган на месту Накада, који је провео само 15 дана истражујући структуру. Гробницу је поново истраживао немачки археолог Лудвиг Борхарт 1898. године. Џон Гарстанг је поново ископао гробницу 1904. године и открио стотине предмета који су остали иза претходних ископавања, од којих се око две стотине данас налази у музеју Гарстанг на Универзитету у Ливерпулу.
Надградња се састојала од огромне мастабе направљене од опека. Сада је потпуно уништена услед ерозије. Због своје огромне величине некада се веровало да је гробница краља Менеса. Избор места за гробницу може указивати на то да је Неитхотеп имала везе са владајућом елитом центра моћи са седиштем у Накади, уместо из Доњег Египта, као што се традиционално претпостављало (на основу непостојања доказа). Некада се веровало да се Неитхотеп удала за Нармера у покушају да олакша Нармерово уједињење Египта. 